# Aniseres piceus
Aniseres piceus är en stekelart som beskrevs av Dasch 1992. Aniseres piceus ingår i släktet Aniseres och familjen brokparasitsteklar. Inga underarter finns listade i Catalogue of Life.